# 1994 ER1
1994 ER1 är en asteroid i huvudbältet som upptäcktes den 11 mars 1994 av de båda japanska astronomerna Seiji Ueda och Hiroshi Kaneda i Kushiro.
Asteroiden har en diameter på ungefär 7 kilometer och den tillhör asteroidgruppen Innes.